# Dominique Alfonsi
Dominique Alfonsi (Renno, 1935 - 2007) fou un periodista, editor i polític cors. El 1961 va fundar i dirigit l'Associació d'Estudiants Corsos de París, i el 1962 la Unió Nacional d'Estudiants Corsos (UNEC) a Vivario, que agrupava els estudiants corsos de Marsella, Ais de Provença, Caen, Lió i Montpeller. El 1963 va crear el nou moviment Unió Corsa i va dirigit el diari La Corse Hebdomadaire (1966-1967). Fou un dels qui va aplegar els autonomistes corsos del Partit del Poble Cors (PPC) el 1973, que el 1974 es transformà en Partit del Poble Cors per l'Autonomia (PPCA). Fou empresonat a Lió el 1976, però l'alliberaren després d'una vaga de fam. Fou escollit a les eleccions a l'Assemblea de Còrsega de 1982 pel PPC, però abandonà el partit quan la Unió del Poble Cors i el Moviment per l'Autodeterminació monopolitzaren la representació del nacionalisme cors. Es dedicà aleshores al periodisme, dirigint el setmanari Kyrn (1988) i col·laborant a la revista Rigiru i al diari Inter Corse